# Rafael Bienia
Rafael Bienia (* 12. Januar 1981 in Świętochłowice, Oberschlesien, Polen) ist ein deutscher Wissenschaftsforscher und Autor, dessen Romane in den Genres Fantasy verortet sind.

## Leben
Er war Mitglied der Faculty of Arts and Social Sciences an der Maastricht University und hat einen besonderen Fokus auf Game Studies und Literatur. An der Universität Maastricht forschte Bienia in den Bereichen Game Studies und Fan Studies. Er hat Buchkapitel und Artikel über die Materialität von Spielen veröffentlicht.
Bienia ist spezialisiert auf das Schreiben von Kinderbüchern und Kurzgeschichten. Als Autor hat Bienia neben wissenschaftlichen mehrere Bücher für Kinder und Erwachsene veröffentlicht. Er ist ein Fantasyautor und teilt seine Werke und Interessen über sein Instagram-Profil. Bienia analysiert Workflows, die mit Chatbots und KI-Implementierung verbessert werden können.

## Veröffentlichungen

### Wissenschaftliche Publikationen
- Role Playing Materials von Rafael Bienia, Dissertation, Maastricht University, Braunschweig: Zauberfeder, 2016, PDF, ISBN 978-3-938922-61-3.
- Science and Technology Studies and Role-Playing Games, in: Deterding, S., & Zagal, J. (Hrsg.), Role-Playing Game Studies: Transmedia Foundations, Routledge.
- Live-Action Role-Playing Games. Other Traditions, Bienia and Hitchens, in: Deterding, S., & Zagal, J. (Hrsg.), Role-Playing Game Studies: Transmedia Foundations, Routledge.
- LARP und ich (Aufsatzsammlung zum MittelPunkt 2012) von Karsten Dombrowski (Hrsg.), Braunschweig: Zauberfeder, 2012, ISBN 978-3-938922-35-4
- LARP: Nur ein Spiel? (Aufsatzsammlung zum MittelPunkt 2013) von Karsten Dombrowski, Rafael Bienia (Hrsg.), Braunschweig: Zauberfeder, 2013, ISBN 978-3-938922-39-2
- LARP: Kommunikation (Aufsatzsammlung zum MittelPunkt 2014) von Rafael Bienia (Hrsg.), Braunschweig: Zauberfeder, 2014, ISBN 978-3-938922-87-3
- LARP: Zeug (Aufsatzsammlung zum MittelPunkt 2015) von Rafael Bienia und Gerke Schlickmann (Hrsg.), Braunschweig: Zauberfeder, 2015, ISBN 978-3-938922-58-3
- LARP und die (anderen) Künste (Aufsatzsammlung zum MittelPunkt 2016) von Rafael Bienia und Gerke Schlickmann (Hrsg.), Braunschweig: Zauberfeder, 2016, ISBN 978-3-938922-74-3
- LARP: Silberhochzeit von Rafael Bienia und Gerke Schlickmann (Hrsg.), Braunschweig: Zauberfeder, 2017, ISBN 978-3-938922-80-4.
- LARP: Geschlechter(rollen) von Rafael Bienia und Gerke Schlickmann (Hrsg.), Braunschweig: Zauberfeder 2018, ISBN 978-3-938922-96-5.
- LARPakalypse von Rafael Bienia (Hrsg.), Braunschweig: Zauberfeder, 2019, ISBN 978-3-96481-001-4.
- LARP: Dokumentation von Rafael Bienia und Gerke Schlickmann (Hrsg.), Braunschweig: Zauberfeder 2020, ISBN 978-3-96481-014-4

### Kinderbücher
- Die Chroniken der drei kleinen Helden. Chronik 1: Drachenschmalz, Braunschweig: Zauberfeder, 2021.
- Vivi Wichtel hat kein Geld, Aschaffenburg Alibri Verlag, 2022.